# DDR-Oberliga 1970-1971
L'edizione 1970-71 della DDR-Oberliga è stato il ventiquattresimo campionato di massimo livello in Germania Est.

## Avvenimenti
La data di avvio del torneo fu fissata per il 22 agosto 1970: dall'iniziale gruppo composto da Carl Zeiss Jena, Dinamo Berlino, Magdeburgo e Dinamo Dresda uscì quest'ultima squadra, sola in testa a partire dal nono turno e prima al giro di boa con quattro punti di vantaggio sul Carl Zeiss Jena.
Nel girone di ritorno, nonostante la sconfitta nello scontro diretto, la Dinamo Dresda filò dritta verso il titolo (assicurandoselo con tre giornate di anticipo grazie a sette punti di vantaggio sul Carl Zeiss Jena), spostando quindi l'interesse nella lotta per la qualificazione alla Coppa UEFA, nuova manifestazione istituita dalla UEFA in sostituzione della Coppa delle Fiere. Tutti i verdetti in chiave europea erano già stati decisi con una giornata di anticipo, con l'Hallescher che si assicurò l'ultimo posto disponibile dopo aver sconfitto il Magdeburgo. Alla penultima giornata furono decisi anche i verdetti a fondo classifica, che decretarono la caduta in DDR-Liga del Rot-Weiß Erfurt e del Chemie Lipsia.

## Classifica finale
|  |     | DDR-Oberliga 1970-71 | Pt | G  | V  | N  | P  | GF | GS | DR  |
|  | --- | -------------------- | -- | -- | -- | -- | -- | -- | -- | --- |
|  | 1.  | Dinamo Dresda        | 39 | 26 | 18 | 3  | 5  | 56 | 29 | +27 |
|  | 2.  | Carl Zeiss Jena      | 33 | 26 | 14 | 5  | 7  | 58 | 29 | +29 |
|  | 3.  | Hallescher           | 30 | 26 | 10 | 10 | 6  | 35 | 29 | +6  |
|  | 4.  | Magdeburgo           | 27 | 26 | 10 | 7  | 9  | 37 | 38 | +1  |
|  | 5.  | Union Berlino        | 27 | 26 | 8  | 11 | 7  | 27 | 33 | -6  |
|  | 6.  | Sachsenring Zwickau  | 26 | 26 | 11 | 4  | 11 | 40 | 42 | -2  |
|  | 7.  | Vorwärts Berlino     | 26 | 26 | 10 | 6  | 10 | 38 | 44 | -6  |
|  | 8.  | Hansa Rostock        | 25 | 26 | 10 | 5  | 11 | 31 | 25 | +6  |
|  | 9.  | BFC Dynamo           | 25 | 26 | 10 | 5  | 11 | 31 | 29 | +2  |
|  | 10. | Lokomotive Lipsia    | 24 | 26 | 9  | 6  | 11 | 42 | 46 | -4  |
|  | 11. | Wismut Aue           | 21 | 26 | 8  | 5  | 13 | 30 | 36 | -6  |
|  | 12. | Stahl Riesa          | 21 | 26 | 6  | 9  | 11 | 28 | 41 | -13 |
|  | 13. | Rot-Weiß Erfurt      | 21 | 26 | 6  | 9  | 11 | 28 | 44 | -16 |
|  | 14. | Chemie Lipsia        | 19 | 26 | 5  | 9  | 12 | 27 | 43 | -16 |

### Verdetti
- Dinamo Dresda campione della Germania Est 1970-71. Qualificato in Coppa dei Campioni 1971-72.
- Dinamo Berlino (finalista della Coppa della Germania Est) qualificato in Coppa delle Coppe 1971-72
- Carl Zeiss Jena e Hallescher qualificate in Coppa UEFA 1971-1972
- Rot-Weiß Erfurt e Chemie Lipsia retrocesse in DDR-Liga.

### Squadra campione
- Frank Ganzera (26/1)
- Manfred Kallenbach (26)
- Klaus Sammer (26/8)
- Uwe Ziegler (26/4)
- Reiner Sachse (24/8)
- Hans-Jürgen Kreische (23/17)
- Frank Richter (23/2)
- Gerd Heidler (21/3)
- Meinhard Hemp (21/2)

- Hans-Jürgen Dörner (20/3)
- Wolfgang Haustein (19/1)
- Dieter Riedel (19/6)
- Eduard Geyer (16)
- Horst Rau (13)
- Joachim Kern (11)
- Siegmar Wätzlich (6)
- Hubert Ganzera (1)

- Allenatore:  Walter Fritzsch

## Record

### Capoliste solitarie
- 9ª-11ª giornata:  Dinamo Dresda

### Club
- Maggior numero di vittorie:  Dinamo Dresda (18)
- Minor numero di sconfitte:   Dinamo Dresda (5)
- Migliore attacco:  Carl Zeiss Jena (58 gol fatti)
- Miglior difesa:  Hansa Rostock (25 gol subiti)
- Miglior differenza reti:  Carl Zeiss Jena (+29)
- Maggior numero di pareggi:  Union Berlino (11)
- Minor numero di pareggi:  Dinamo Dresda (3)
- Maggior numero di sconfitte:  Chemie Lipsia (5)
- Minor numero di vittorie:  Wismut Aue (13)
- Peggior attacco:  Chemie Lipsia (27 gol fatti)
- Peggior difesa:  Lokomotive Lipsia (46 gol subiti)
- Peggior differenza reti:  Rot-Weiß Erfurt e  Chemie Lipsia (-16)

### Classifica cannonieri
|  | Gol | Marcatore            | Squadra             |
|  | --- | -------------------- | ------------------- |
|  | 17  | Hans-Jürgen Kreische | Dinamo Dresda       |
|  | 15  | Hartmund Rentzsch    | Sachsenring Zwickau |
|  | 14  | Peter Ducke          | Carl Zeiss Jena     |
|  | 14  | Jürgen Sparwasser    | Magdeburgo          |
|  | 13  | Wolfgang Lischke     | Stahl Riesa         |